# Pederstrup (äppelsort)
Pederstrup är ett danskt matäpple. Det härstammar från Fyn år 1858. Äpplet är stort, med grön grundfärg och gråröd, senare karminröd strimmig täckfärg på en liten del av äpplet. Det blåser lätt ner, plockas i oktober och användes november-februari. Sin egentliga användning finner frukten i hushållet. C-vitamin 17-32mg/100 gram. Sorten har varit mycket odlad i Danmark men är sällsynt i Sverige.
Normal skördetid i zon 1 1/10.